# Georges Johin
Georges Édouard Johin (* 31. Juli 1877 in Paris; † 6. Dezember 1955 in Tessancourt-sur-Aubette) war ein französischer Krocketspieler.

## Biografie
Georges Johin wurde bei den Olympischen Sommerspielen 1900 in Paris im Krocket-Einzel mit einer Kugel Zweiter. Im Doppel wurde er mit seinem Partner Gaston Aumoitte Olympiasieger. Die historischen Aufzeichnungen geben keine Auskunft darüber, ob die beiden ohne Konkurrenz gespielt haben, oder ob es Gegner in diesem Wettbewerb gab.